# Lecanora sambuci
Lecanora sambuci är en lavart som först beskrevs av Christiaan Hendrik Persoon och som fick sitt nu gällande namn av William Nylander. 
Lecanora sambuci ingår i släktet Lecanora och familjen Lecanoraceae. Arten är reproducerande i Sverige. Inga underarter finns listade i Catalogue of Life.